# 1998 SQ65
1998 SQ65 är en asteroid i huvudbältet som upptäcktes den 20 september 1998 av den belgiske astronomen Eric W. Elst vid La Silla-observatoriet.
Den tillhör asteroidgruppen Nysa.